# Калмыцкая ассоциация пролетарских писателей
Калмыцкая Ассоциация пролетарских писателей — литературная организация калмыцких писателей, основанная в 1927 году и просуществовавшая до 1932 года. До 1928 году организация входила в ВАПП, с 1928 года — в ВОАПП.

## История
18 — 21 октября 1920 года в Москве состоялся I Всероссийский съезд пролетарских писателей, на котором было принято решение об организации национальных секций этой писательской организации.
С 1926 года при редакции калмыцкой газеты «Таңгчин зәңг» («Областные известия») стал собираться кружок начинающих калмыцких писателей и поэтов, среди которых были Нимгир Манджиев, Аксен Сусеев, Хасыр Сян-Белгин. Этот кружок стал основой будущей калмыцкой литературной организации.
21 декабря 1927 года в Элисте состоялось организационное собрание писателей и поэтов Калмыкии, на котором было принято решение об организации калмыцкого отделения при Всероссийской Ассоциации пролетарских писателей.
22 марта 1928 года вышел в свет печатный орган калмыцкого отделения ВАПП литературно-художественного журнала «Мана келн» («Мой язык»). Этот журнал выходил до 1935 года.
30.04.- 8.05.1928 года в Москве состоялся I Всесоюзный съезд пролетарских писателей, в работе которого принял участие Аксен Сусеев. Вернувшись в Элисту, Аксен Сусеев стал заниматься организационной деятельностью по вхождению КАПП во Всесоюзную Ассоциацию пролетарских писателей (ВОАПП).
15 декабря 1928 года в Элисте при областной газете «Красная степь» была организована Калмыцкая ассоциация пролетарских писателей при ВОАПП, председателем которой стал Аксен Сусеев.
24 апреля 1932 года вышло постановление ЦК ВКП(б) «О перестройке литературно-художественных организаций», на котором было решено ликвидировать ВОАПП и создать объединение писателей, поддерживающих советскую власть, в единый Союз советских писателей.
В мае 1932 года вышел № 3 журнала «Мана келн», в котором была опубликована статья «О реорганизации Калмыцкой АПП». В декабре 1932 года в Элисте состоялось организационное заседание Союза писателей Калмыкии, на котором было объявлено о прекращении деятельности Калмыцкой Ассоциация пролетарских писателей.

## Члены КАПП
- Нимгир Манджиев;
- Аксен Сусеев;
- Хасыр Сян-Белгин

## Источник
- История калмыцкой литературы, Академия наук СССР, Элиста, Калмыцкое книжное издательство, 1980, стр. 404 — 408.